# Ernst Friedrich Schumacher
Erich Friedrich Schumacher, také Fritz Schumacher (16. srpna 1911 Bonn - 4. září 1977) byl britský ekonom německého původu, který se snažil o zásadní reformu hospodářství podle lidských měřítek a proslavil se knihou Small is beautiful, česky "Malé je milé".

## Život a působení
Jeho otec byl profesor národohospodářství, které E. F. Schumacher také studoval v Bonnu a v Berlíně, později na London School of Economics a v Oxfordu. Na Columbia University v New Yorku obhájil doktorát, po návratu do Německa pracoval v obchodě a v zemědělství a před nacismem uprchl do Anglie.
Tam byl jako "nepřátelský cizinec" internován a pracoval na statku. Jeho článek "Multilateral Clearing" z roku 1943 zaujal J. M. Keynese, který ho vyreklamoval z tábora. Článek potom téměř doslova převzal do svého "Plánu na mezinárodní clearingovou unii", který pak vyšel jako oficiální dokument britské vlády a stal se jedním z podkladů pro plánování Eura. Schumacher pak pracoval jako poradce britské vlády při poválečné rekonstrukci a při pomoci Německu. Od roku 1950 byl poradcem National Coal Board, ředitelství tehdy znárodněných britských uhelných dolů. Radil k preferování uhlí před naftou z hospodářských i politických důvodů, protože se obával nestability cen nafty.
Roku 1955 odjel jako ekonomický poradce do Barmy a začal propagovat produkci z domácích zdrojů pro domácí spotřebu jako nejracionálnější ekonomický systém. Byl ovlivněn podobnými myšlenkami Mahátmá Gándhího a později napsal vlivný článek o "buddhistické ekonomii". Pak byl redaktorem londýnských The Times, psal do časopisu Economist a pracoval jako poradce indické vlády, v Zambii a v Barmě. Roku 1973 publikoval soubor esejů "Malé je milé, ekonomie, které záleží na lidech", který se stal best-sellerem a podle The Times jednou ze sta nejvýznamnějších knih 20. století.
Schumacher byl vychován jako ateista a zajímal se o buddhismus, od konce 50. let jej však začala přitahovat sociální nauka katolické církve a roku 1971 konvertoval ke katolicismu. Zemřel ve vlaku na přednáškovém turné po Švýcarsku.

## Odkaz
Svým důrazem na "lidské měřítko" v ekonomii, které vyjadřoval také pojmy "střední hospodářství" a "střední technologie", byl jedním z průkopníků myšlenky "udržitelného rozvoje" a environmentalismu vůbec. Podporoval také myšlenky distributismu, mikroúvěru, sociálního podnikatelství a komunitního rozvoje. Jeho odkaz rozvíjí Schumacher Center, sdružení několika neziskových organizací a škol ve Velké Británii a v USA